# Nazionale maschile di calcio del Kirghizistan
La nazionale di calcio del Kirghizistan (Кыргызстандын улуттук футбол курамасы) è la rappresentativa calcistica del Kirghizistan ed è controllata dalla Football Federation of Kyrgyz Republic.
Nata nel 1992 dopo la dissoluzione dell'Unione Sovietica, non si è mai qualificata per il campionato mondiale. Sì è qualificata per due volte alla fase finale della Coppa d'Asia (2019, 2023), raggiungendo gli ottavi di finale nel 2019.
Attualmente occupa la 98ª posizione del ranking FIFA.

## Storia

### 1992-2010: sviluppo approssimativo
Dopo la dissoluzione dell'URSS venne creata la nazionale di calcio della Comunità degli Stati Indipendenti che rappresentava l'omonima confederazione di cui il Kirghizistan fa parte tuttora. Tale nazionale, però, partecipò solo al campionato europeo di calcio 1992, dopodiché ogni nazione che aderiva alla CSI creò la propria nazionale.
Il Kirghizistan ha giocato la sua prima partita il 23 agosto 1992 a Tashkent contro l'Uzbekistan, perdendo 3-0, in un incontro valido per la Coppa dell'Asia Centrale 1992, torneo che chiuse al quarto posto. Nel giugno 1993, il Kirghizistan si recò a Teheran, in Iran, per la ECO Cup. Il 6 giugno, perse 3-2 contro l'Azerbaigian e, due giorni dopo, pareggiò 1-1 contro il Tagikistan.
Il Kirghizistan è diventato un membro pienamente riconosciuto dalla FIFA e dall'AFC nel 1994 e nell'aprile dello stesso anno ha preso parte alla Coppa dell'Asia Centrale 1994 in Uzbekistan. Il Kirghizistan concluse il torneo al quinto e ultimo posto, perdendo 5-1 contro il Turkmenistan il 13 aprile, e poi 1-0 contro il Tagikistan il 15 aprile. Il 17 aprile hanno pareggiato 0-0 contro il Kazakistan, prima di perdere 3-0 contro i padroni di casa due giorni dopo. Nel 1997 aderì assieme alle altre quattro nazionali dell'Asia centrale alla CSAFF.
Il Kirghizistan continua a lottare, a causa dello scarso interesse per lo sviluppo del calcio nella Repubblica. In 20 anni, la nazionale non ha giocato più di 38 partite, con una percentuale di vittorie del 26,3%. La mancanza di sviluppi di base rispetto ai suoi vicini dell'Asia centrale ha fatto sì che il Kirghizistan rimanesse arretrato dietro a Tagikistan, Turkmenistan, Kazakistan e Uzbekistan. Nonostante ciò, il Kirghizistan è comunque riuscito a ottenere alcuni risultati significativi, come la vittoria della maglia di bronzo nella AFC Challenge Cup 2006.

### Dagli anni 2010: la rinascita
Nel 2012 arrivò sulla panchina kirghisa il russo Sergej Dvorjankov, il quale effettuò un ricambio generazionale e naturalizzò vari giocatori come i ghanesi David Tetteh, Elijah Ari e Daniel Tagoe, il camerunese Claude Maka Kum, e i tedeschi Viktor Maier, Vitalij Ljuks, Viktor Kelm e Edgar Bernhardt, oltre a chiamare più giocatori russi e tedeschi nati in Kirghizistan a giocare per la nazionale. Nel 2015 il Kirghizistan fu tra i fondatori della neocostituita CAFF.
Il livello della nazionale del Kirghizistan continuò a migliorare negli anni successivi: i Falchi bianchi ottennero buoni risultati durante le qualificazioni al campionato mondiale di calcio 2018, battendo il vicino Tagikistan e la Giordania, che aveva anche battuto l'Australia in precedenza, oltre a giocare bene contro i campioni d'Asia dell'Australia nonostante la sconfitta in entrambe le partite.
Sotto la guida di un altro commissario tecnico russo, Aleksandr Krestinin, il Kirghizistan si qualificò per la prima volta alla Coppa d'Asia, dopo essere stato raggruppato nel girone di qualificazione insieme a India, Birmania e Macao. Il 22 marzo 2018, dopo aver battuto la Birmania per 5-1, il Kirghizistan si era finalmente qualificato per la sua prima volta alla Coppa delle nazioni asiatiche nella propria storia.

#### Coppa d'Asia 2019
Il Kirghizistan venne inserito in un girone di ferro con la Corea del Sud, la Cina e le Filippine, che avevano più caratura rispetto alla nazionale kirghisa. Tuttavia, contro ogni pronostico, la nazionale giocò bene. Dopo aver perso con Cina e Corea del Sud con un solo gol di margine, ha battuto le Filippine per 3-1, e si è qualificata in virtù di essere tra le migliori terze. Nella fase a eliminazione diretta, nonostante abbia affrontato gli Emirati Arabi Uniti, il Kirghizistan ha lottato fino alla fine, per poi perdere 2-3 al minuto '120 nei tempi supplementari.

### Anni 2020
Nelle qualificazioni al campionato mondiale di calcio 2022 giunge terzo nel girone, vince 3 partite e ne pareggia una, mentre perde le restanti 4. Nel 2023 la nazionale kirghisa ha partecipato alla prima edizione della CAFA Nations Cup.

## Risultati nelle competizioni internazionali

### Mondiali
| Anno | Luogo                          | Piazzamento      | V | N | P | Gol |
| ---- | ------------------------------ | ---------------- | - | - | - | --- |
| 1994 | Stati Uniti                    | Non partecipante | - | - | - | -   |
| 1998 | Francia                        | Non qualificata  | - | - | - | -   |
| 2002 | Giappone / Corea del Sud       | Non qualificata  | - | - | - | -   |
| 2006 | Germania                       | Non qualificata  | - | - | - | -   |
| 2010 | Sudafrica                      | Non qualificata  | - | - | - | -   |
| 2014 | Brasile                        | Non qualificata  | - | - | - | -   |
| 2018 | Russia                         | Non qualificata  | - | - | - | -   |
| 2022 | Qatar                          | Non qualificata  | - | - | - | -   |
| 2026 | Canada / Stati Uniti / Messico | Non qualificata  | - | - | - | -   |

### Coppa d'Asia
| Anno | Luogo                                   | Piazzamento      | V | N | P | Gol |
| ---- | --------------------------------------- | ---------------- | - | - | - | --- |
| 1996 | Emirati Arabi Uniti                     | Non qualificata  | - | - | - | -   |
| 2000 | Libano                                  | Non qualificata  | - | - | - | -   |
| 2004 | Cina                                    | Non qualificata  | - | - | - | -   |
| 2007 | Indonesia/ Malaysia Thailandia/ Vietnam | Non partecipante | - | - | - | -   |
| 2011 | Qatar                                   | Non partecipante | - | - | - | -   |
| 2015 | Australia                               | Non partecipante | - | - | - | -   |
| 2019 | Emirati Arabi Uniti                     | Ottavi di finale | 1 | 0 | 3 | 6:7 |
| 2023 | Qatar                                   | Primo turno      | 0 | 1 | 2 | 1:5 |

### AFC Challenge Cup
- 2006 - Semifinalista
- 2008 - Non qualificata
- 2010 - Primo turno
- 2012 - Non qualificata
- 2014 - Primo turno

## Rosa attuale
Lista dei giocatori convocati per le partite di Coppa d'Asia 2023.
Presenze, reti e numerazione aggiornate al 14 gennaio 2024.
| N. | Pos. | Giocatore             | Data nascita (età)          | Pres. | Reti | Squadra           |
| -- | ---- | --------------------- | --------------------------- | ----- | ---- | ----------------- |
| 1  | P    | Eržan Tokotaev        | 17 luglio 2000 (23 anni)    | 18    | 0    | Şanlıurfaspor     |
| 2  | D    | Khristiyan Brauzman   | 15 agosto 2003 (20 anni)    | 13    | 0    | Abdyš-Ata Kant    |
| 3  | D    | Tamirlan Kozubaev     | 1º luglio 1994 (29 anni)    | 48    | 2    | Eastern           |
| 4  | C    | Adil Kadyrzhanov      | 14 luglio 2000 (23 anni)    | 1     | 0    | Dordoj Biškek     |
| 5  | D    | Aizar Akmatov         | 24 agosto 1998 (25 anni)    | 21    | 1    | Abdyš-Ata Kant    |
| 6  | D    | Amantur Shamurzaev    | 25 gennaio 2000 (23 anni)   | 0     | 0    | Alaj Oš           |
| 7  | A    | Joel Kojo             | 21 agosto 1998 (25 anni)    | 8     | 2    | Dinamo Samarcanda |
| 8  | C    | Azim Azarov           | 20 settembre 1996 (27 anni) | 6     | 1    | Abdyš-Ata Kant    |
| 9  | A    | Ernist Batyrkanov     | 21 febbraio 1998 (25 anni)  | 27    | 3    | Abdyš-Ata Kant    |
| 10 | C    | Gulžigit Alykulov     | 25 novembre 2000 (23 anni)  | 27    | 4    | Nëman             |
| 11 | D    | Bekzhan Sagynbaev     | 11 settembre 1994 (29 anni) | 35    | 4    | Dordoj Biškek     |
| 12 | C    | Odiljon Abdurakhmanov | 18 marzo 1996 (27 anni)     | 34    | 2    | Maqtaaral         |
| 13 | P    | Sultan Chomoev        | 20 gennaio 2003 (20 anni)   | 0     | 0    | Dordoj Biškek     |
| 14 | D    | Aleksandr Miščenko    | 30 luglio 1997 (26 anni)    | 15    | 0    | Dordoj Biškek     |
| 15 | C    | Kai Merk              | 28 agosto 1998 (25 anni)    | 7     | 1    | UT Pétange        |
| 16 | P    | Marsel Islamkulov     | 18 aprile 1994 (29 anni)    | 1     | 0    | Abdyš-Ata Kant    |
| 17 | D    | Suyuntbek Mamyraliev  | 7 gennaio 1998 (26 anni)    | 8     | 0    | Dordoj Biškek     |
| 18 | D    | Kajrat Žyrgalbek uulu | 13 giugno 1993 (30 anni)    | 65    | 4    | Abdyš-Ata Kant    |
| 19 | C    | Beknaz Almazbekov     | 23 giugno 2005 (18 anni)    | 4     | 0    | Galatasaray       |
| 20 | D    | Bakhtiyar Duyshobekov | 3 giugno 1995 (28 anni)     | 41    | 3    | Muras Junajted    |
| 21 | C    | Farhat Musabekov      | 3 gennaio 1994 (30 anni)    | 55    | 2    | Abdyš-Ata Kant    |
| 22 | C    | Alimardon Şükürov     | 28 settembre 1999 (24 anni) | 28    | 5    | Nëman             |
| 23 | C    | Nurdoolot Stalbekov   | 13 settembre 2001 (22 anni) | 1     | 0    | Alaj Oš           |
| 24 | C    | Kimi Merk             | 6 luglio 2004 (19 anni)     | 3     | 0    | Paxtakor          |
| 25 | A    | Dastanbek Toktosunov  | 2 settembre 2002 (21 anni)  | 2     | 0    | Neftči Kočkor-Ata |
| 26 | C    | Atay Dzhumashev       | 15 settembre 1998 (25 anni) | 4     | 0    | Abdyš-Ata Kant    |

## Tutte le rose

### Coppa d'Asia
Coppa d'Asia 20191 Matiash, 2 Kičin, 3 Kozubaev, 4 Yusupov, 5 Akmatov, 6 Sidorenko, 7 Rustamov, 8 Sydykov, 9 Bernhardt, 10 Murzaev, 11 Sagynbaev, 12 Abdurakhmanov, 13 Kadyrbekov, 14 Baatyrkanov, 15 Akhmedov, 16 Kashuba, 17 Tagoe, 18 Žyrgalbek uulu, 19 Ljuks, 20 Dùjšôbekov, 21 Musabekov, 22 Zemljanuchin, 23 Israilov, CT: Krestinin
Coppa d'Asia 20231 Tokotaev, 2 Brauzman, 3 Kozubaev, 4 Kadyržanov, 5 Akmatov, 6 Shamurzaev, 7 Kojo, 8 Azarov, 9 Baatyrkanov, 10 Alykulov, 11 Sagynbaev, 12 Abdurakhmanov, 13 Chomoev, 14 Miščenko, 15 Ka. Merk, 16 Islamkulov, 17 Mamyraliev, 18 Žyrgalbek uulu, 19 Almazbekov, 20 Dùjšôbekov, 21 Musabekov, 22 Šùkùrov, 23 Stalbekov, 24 Ki. Merk, 25 Toktosunov, 26 Dzhumashev, CT: Tarkovič